# Падерно-дель-Граппа
Падерно-дель-Граппа, Падерно-дель-Ґраппа (італ. Paderno del Grappa, вен. Paderno del Grapa) — муніципалітет в Італії, у регіоні Венето, провінція Тревізо.
Падерно-дель-Граппа розташоване на відстані близько 450 км на північ від Рима, 60 км на північний захід від Венеції, 37 км на північний захід від Тревізо.
Населення — 2196 осіб (2014).
Щорічний фестиваль відбувається 25 липня. Покровитель — San Giacomo.

## Демографія
Населення за роками:

Станом на 31 грудня 2014 року в муніципалітеті офіційно проживало 278 іноземців з 25 країн, серед них 86 громадян країн Євросоюзу та 7 громадян України.

## Сусідні муніципалітети
- Алано-ді-П'яве
- Азоло
- Кастелькукко
- Чизмон-дель-Граппа
- Креспано-дель-Граппа
- Фонте
- Поссаньо
- Серен-дель-Граппа